# Capela de Nossa Senhora da Orada
A Capela de Nossa Senhora da Orada localiza-se na freguesia de Vila, município de Melgaço, distrito de Viana do Castelo, em Portugal. É um dos templos de maior devoção do concelho.
Encontra-se classificada como Monumento Nacional desde 23 de junho de 1910.

## História
Situado num lugar prestigiado e isolado, à saída da Vila em direção a São Gregório pela antiga estrada nacional, com vista sobre o rio Minho, a pequena ermida de Nossa Senhora da Orada terá sido originalmente edificada a mando dos monges de Fiães, pertencentes à Ordem de Cluny, no século XIII, contudo o seu local já era conhecido em meados do século XII como um lugar de oração e de romaria, devendo-se assim o topônimo de "Orada" à pequena localidade onde se encontra. Calcula-se que a data da sua construção terá tido início no ano de 1245, segundo uma inscrição, associada ao portal lateral Sul da capela, enquadrando-se o edifício religioso no período tardo-românico, denotando já a recepção de alguns elementos góticos.
Pertenceu aos monges de Fiães até à extinção das ordens religiosas no país em 1834.
Sofreu intervenções pontuais no século XVIII, responsáveis pela destruição dos capitéis do arco triunfal.
A capela foi integralmente restaurada no final da década de 30 do século XX.

## Características
Em estilo românico, a sua fachada principal, composta em alvenaria de pedra, apresenta um imponente portal inserido numa ampla moldura rectangular, definida no topo por uma cornija suportada por modilhões e, lateralmente, por dois volumosos contrafortes. Acima, o edifício termina em empena com um portal de arco apontado, sem tímpano, contendo três arquivoltas, sobre colunas e capitéis de folhagem, sem volutas. Uma cruz latina pontua o topo da capela. As fachadas laterais rematam em cornija sobre cachorros, decorados com temas tradicionais e populares, como o nó de Salomão, e outros mais modernos, como várias cabeças, incluindo um rei coroado, assim como algumas formas geometrizadas. No portal lateral Norte, destaca-se o tímpano, cuja composição apresenta a Árvore da Vida, protegida por uma harpia e um grifo.
O seu interior, composto por uma planta longitudinal, de uma só nave, com abside ou capela-mor de forma quadrada, é dotado de uma decoração austera, integrando-se no grupo mais tardio da escultura românica do Alto Minho, em que a decoração começava a ser mais depurada e sóbria, por oposição à exuberância decorativa de influência galega das igrejas da viragem para o século XIII.

## Galeria

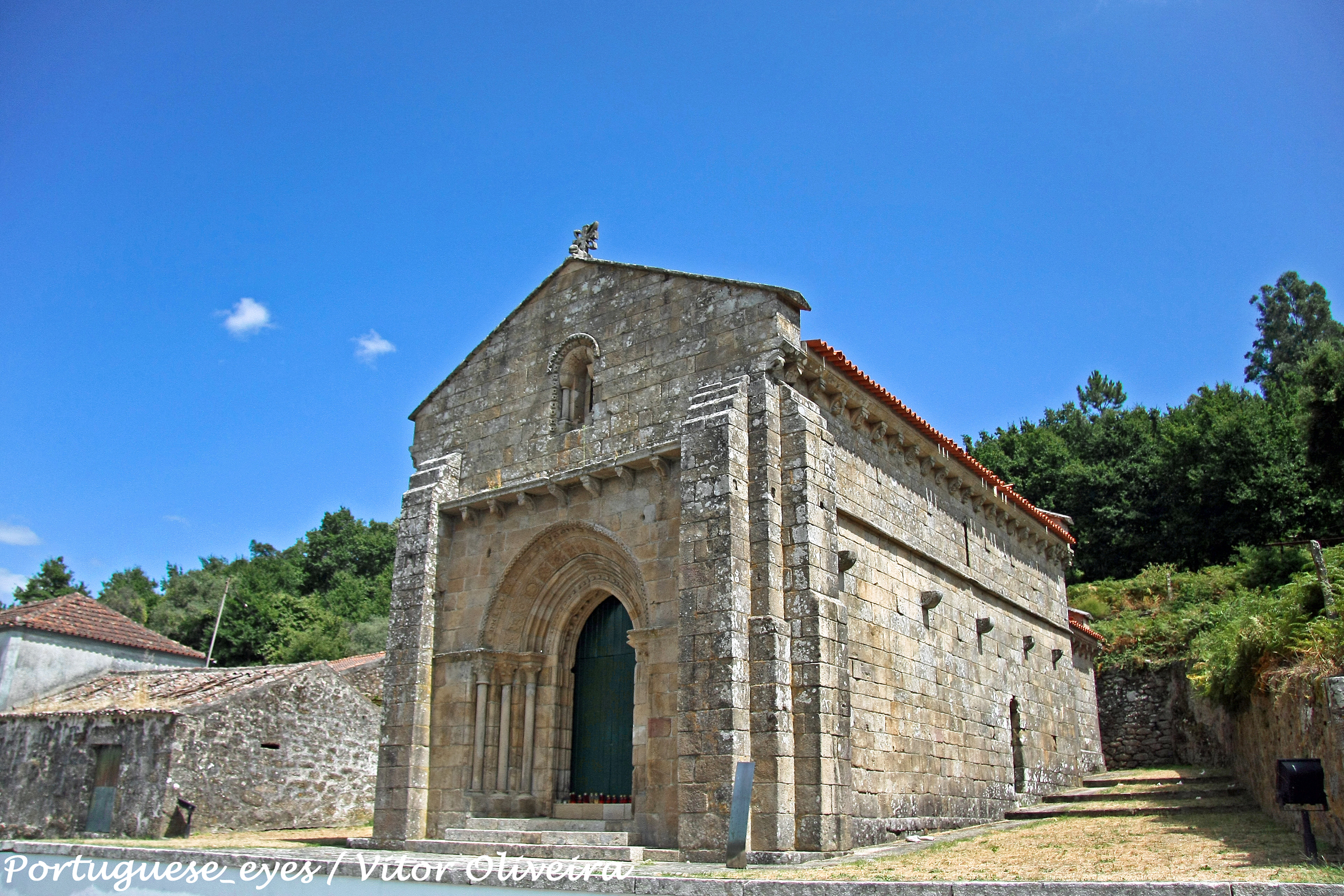
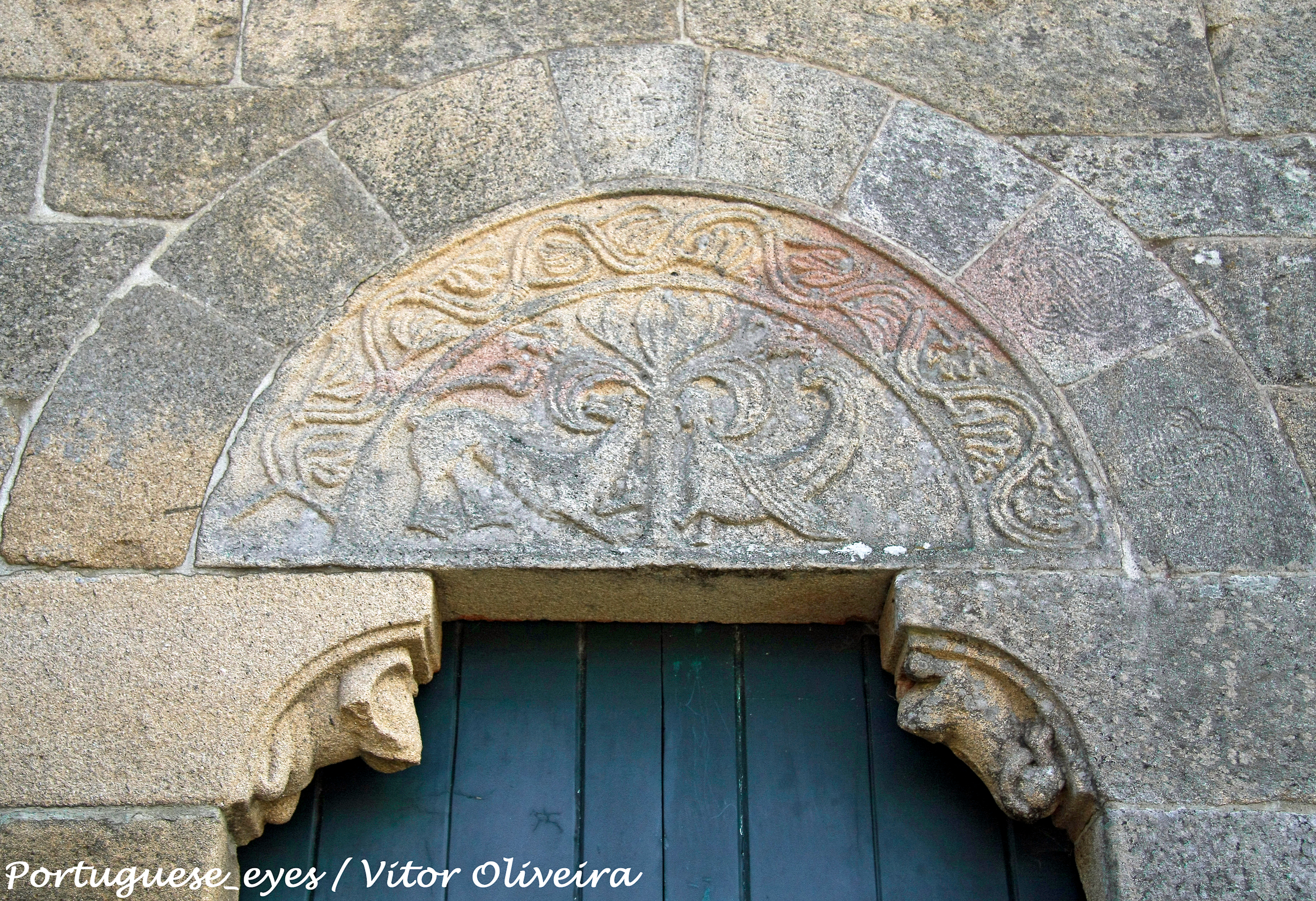
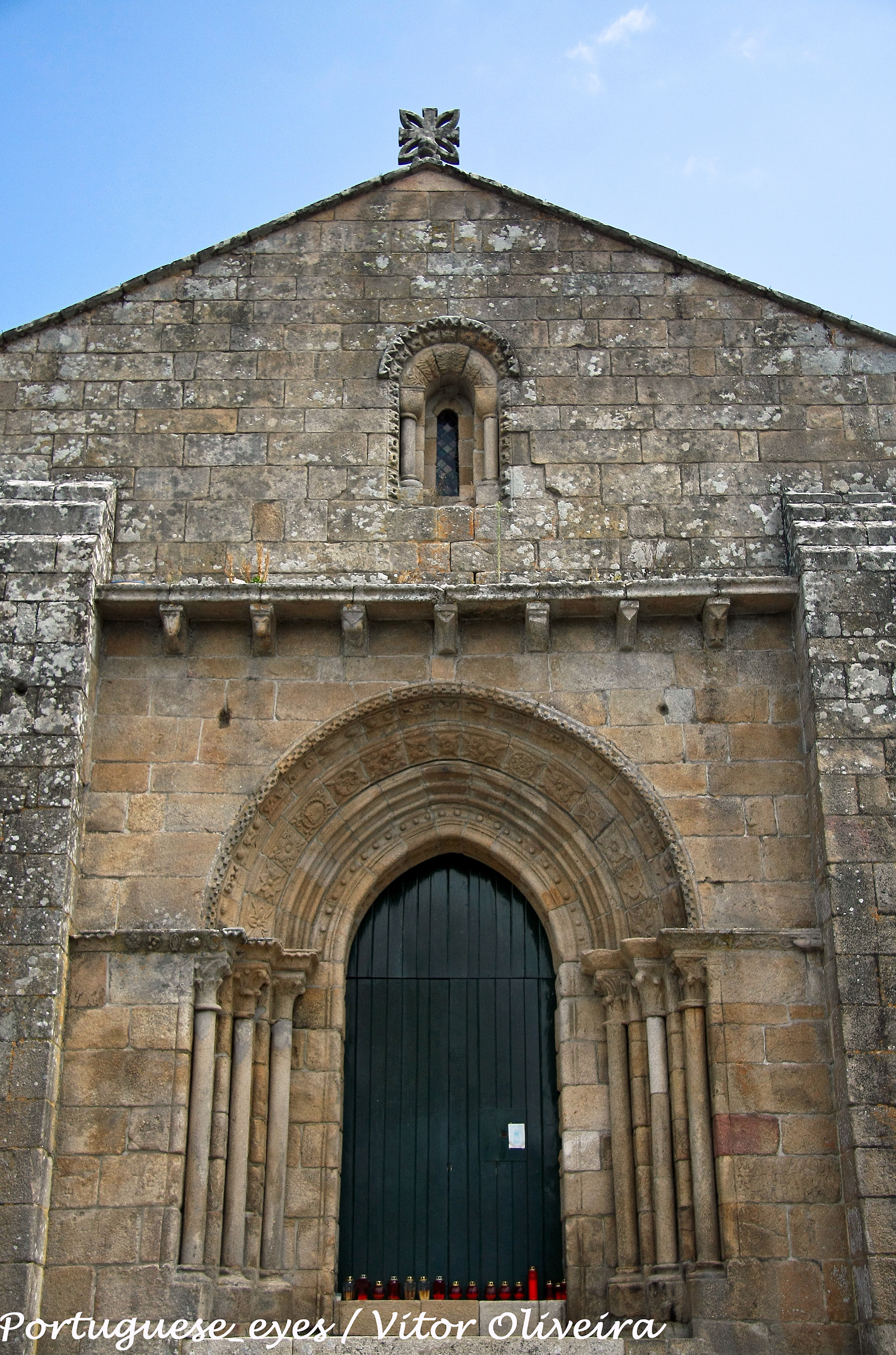
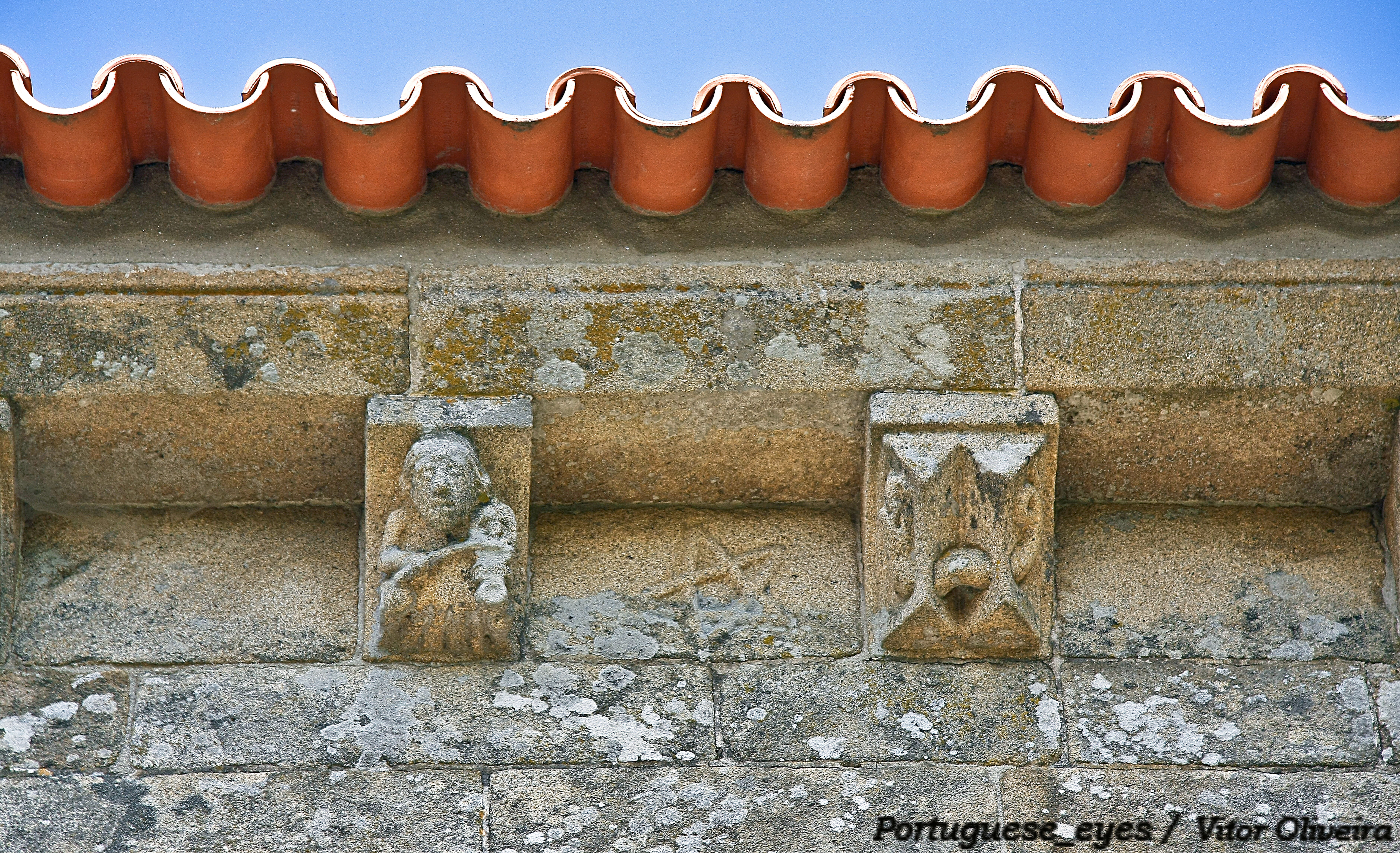
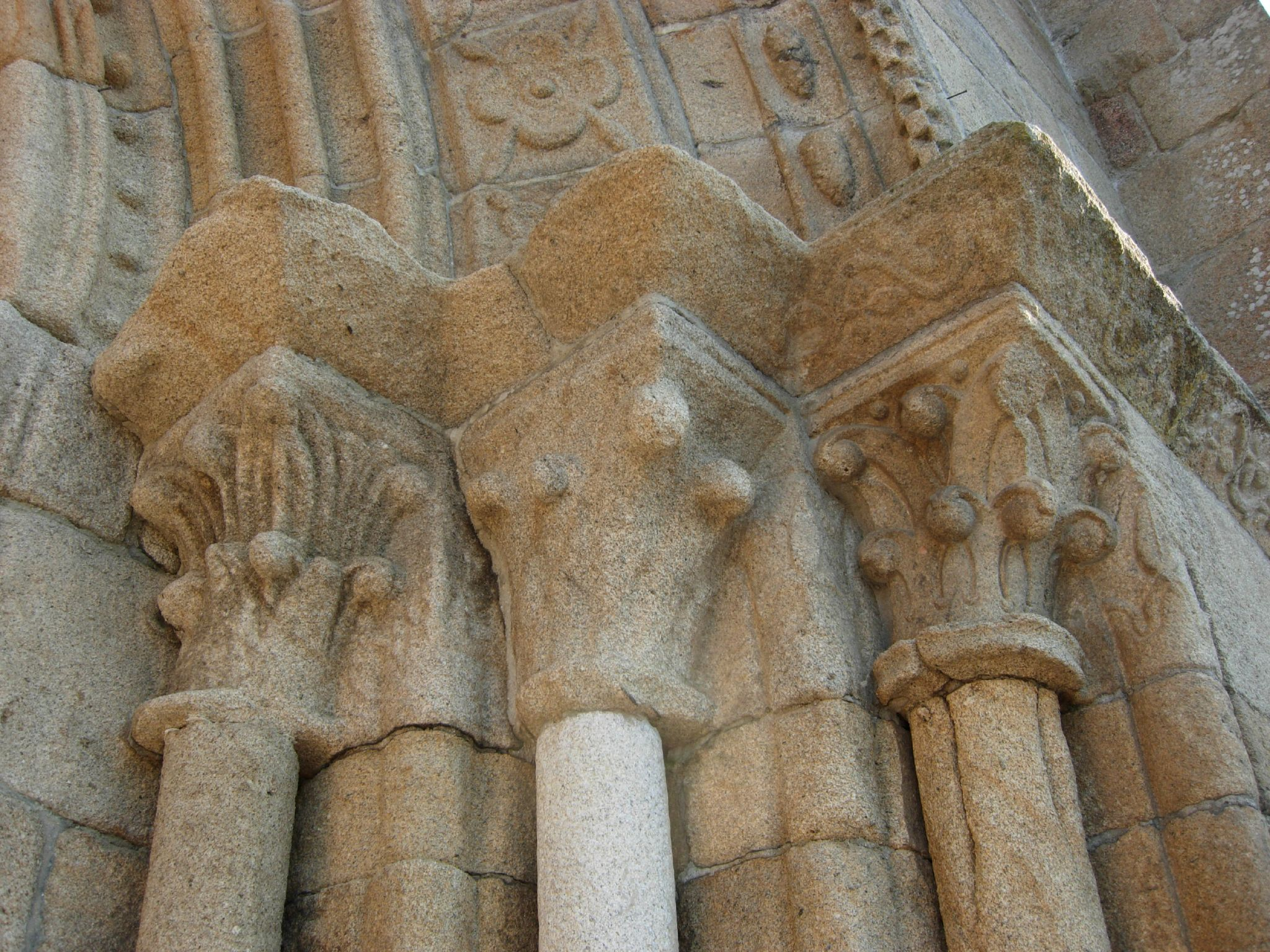
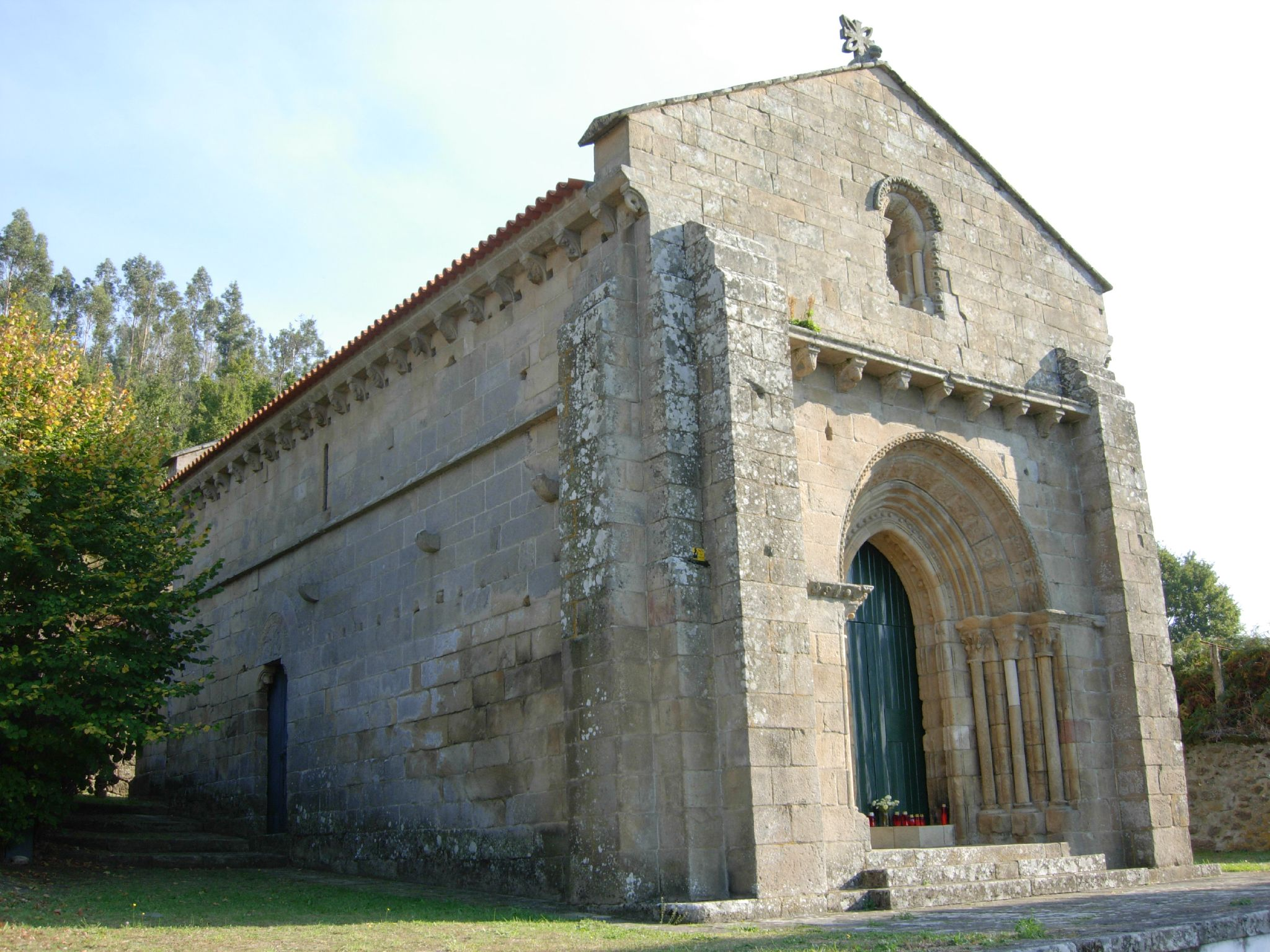
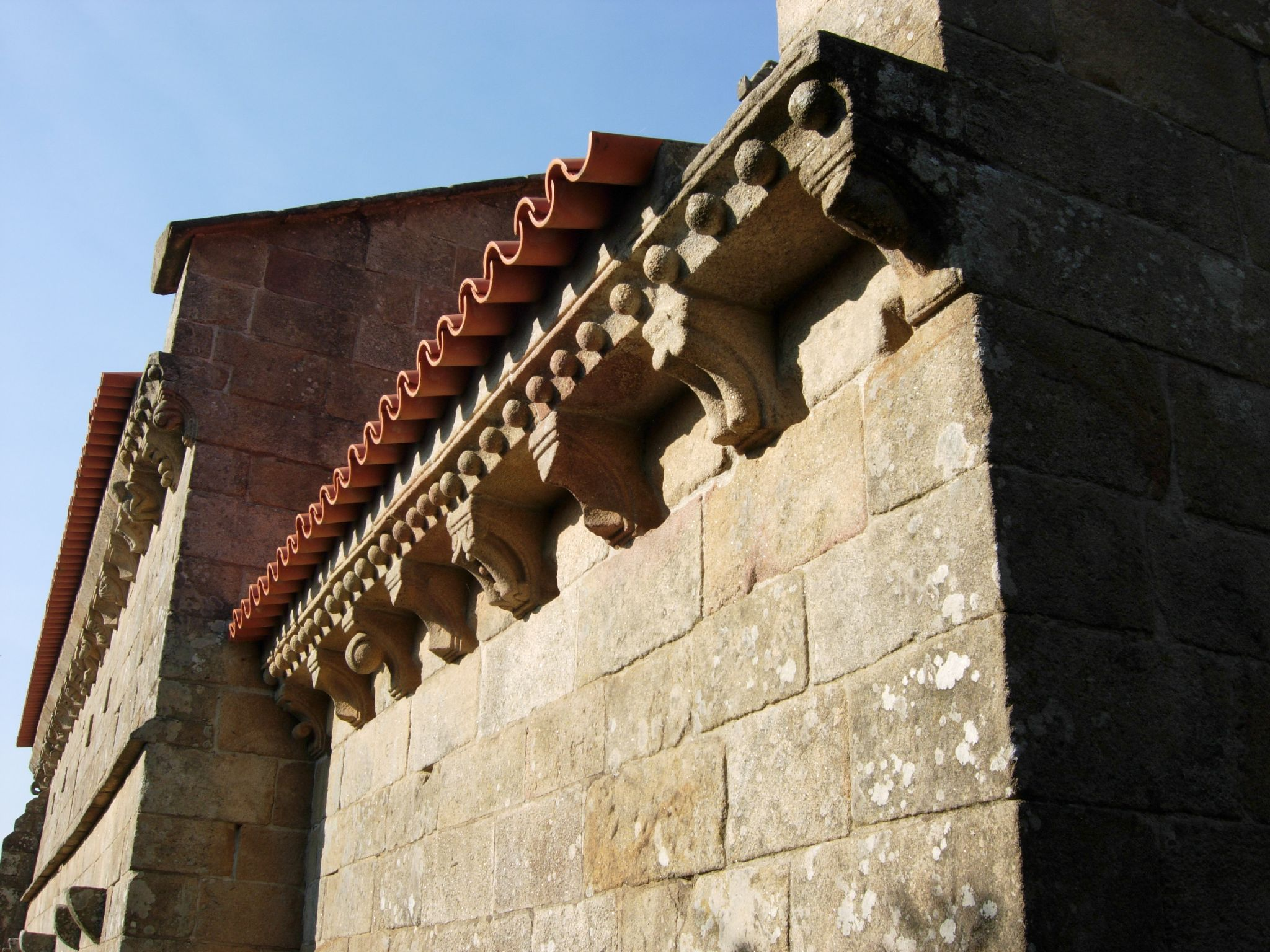